# خسوف القمر يوليو 2018

رسم متحرك يوضح المظهر التقريبي للقمر وهو يمر عبر ظل الأرض

خسوف القمر 27 يوليو 2018 هو أطول خسوف كلي في القرن الحادي والعشرين. وفيه مر القمر عبر مركز ظل الأرض. وهو أول خسوف قمري مركزي منذ 15 يونيو 2011. وكان هذا أيضًا ثاني خسوف كلي للقمر في عام 2018، بعد خسوفه في 31 يناير.
حدث الخسوف عندما كان القمر بالقرب من أبعد مسافة له من الأرض، مما تسبب في ظهور القمر أصغر من المعتاد، واستمر الخسوف الكلي ساعة واحدة و42.57 دقيقة، وهي فترة أقل بقليل من الحد النظري لخسوف القمر (ساعة واحدة و46.605 دقيقة). وتزامن هذا الخسوف مع اقتراب المريخ من الأرض، وهو تزامن يحدث مرة كل 25000 عام.

## الخسوف
خسوف القمر هو ظاهرة فلكية تحدث عندما يحجب ظل الأرض ضوء الشمس المنعكس من القمر في الأوضاع العادية. وتحدث هذه الظاهرة عندما تكون الشمس والأرض والقمر في حالة اقتران كوكبي كامل (فيكون خسوفا كليا) أو تقريبي (فيكون خسوفا جزئيا).

## الرؤية
كان القمر واضحًا تمامًا في شرق أفريقيا وجنوب أفريقيا وجنوب آسيا وآسيا الوسطى، وشهد ارتفاعًا فوق أمريكا الجنوبية وغرب أفريقيا وأوروبا وشرق آسيا وأستراليا.

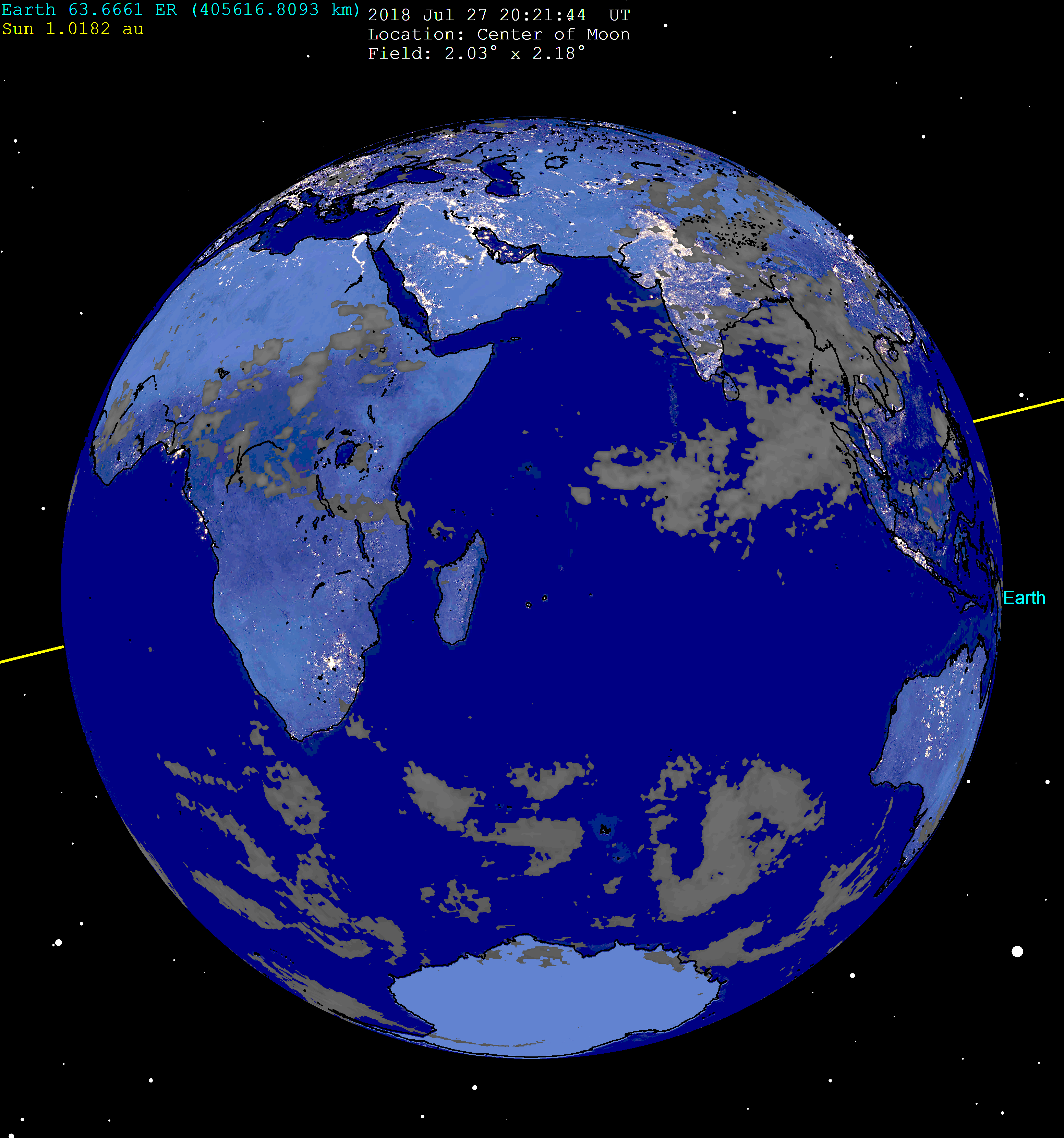
منظر الأرض من القمر عند تمام الخسوف

## معرض الصور

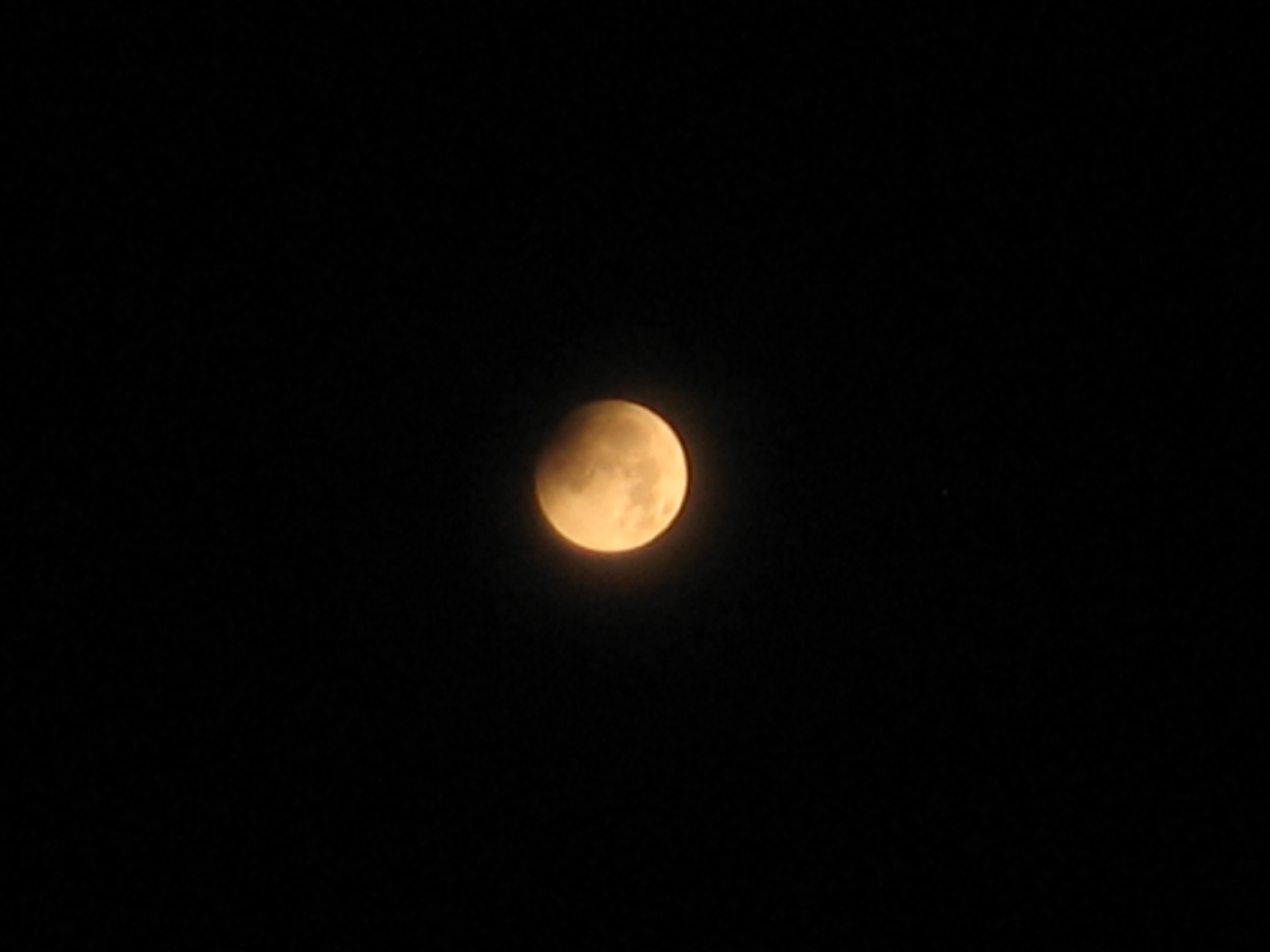
خسوف جزئي للقمر في نانجينغ في الصين الساعة 18:25 بالتوقيت العالمي
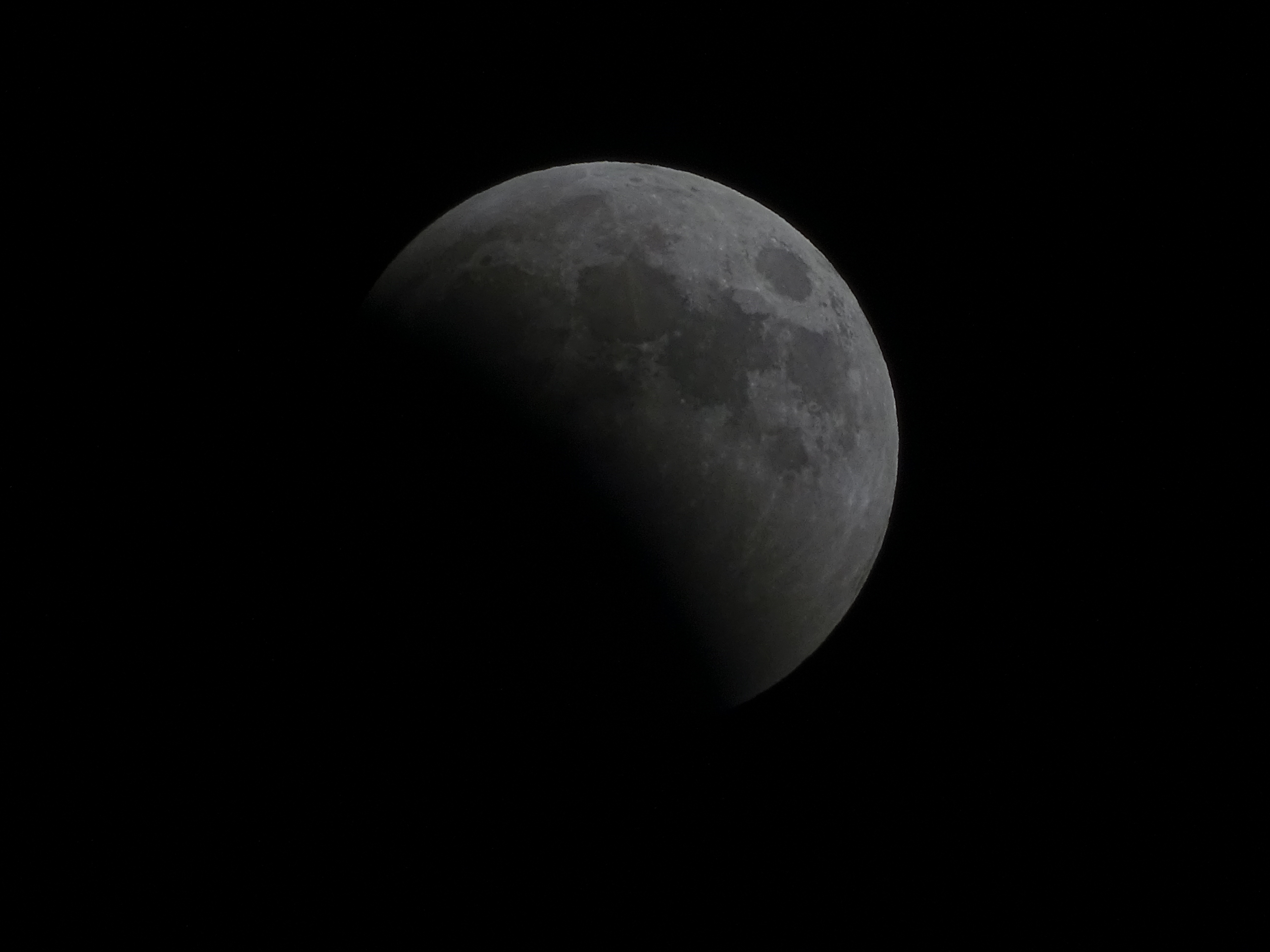
بداية الخسوف كما شوهد في أثينا في اليونان الساعة 18:52 بالتوقيت العالمي
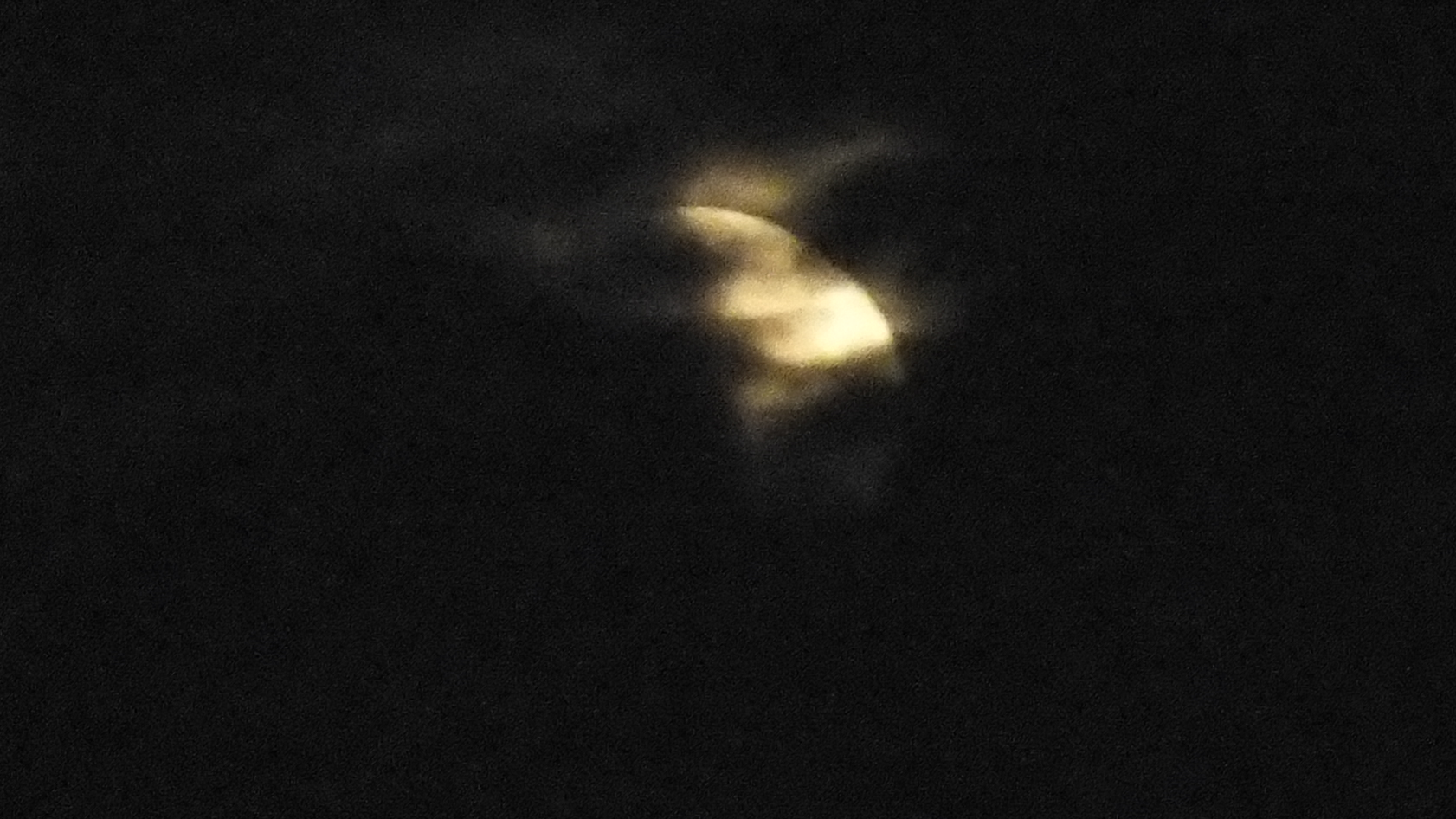
الخسوف كما ظهر في موسكو الساعة 19:12 بالتوقيت العالمي
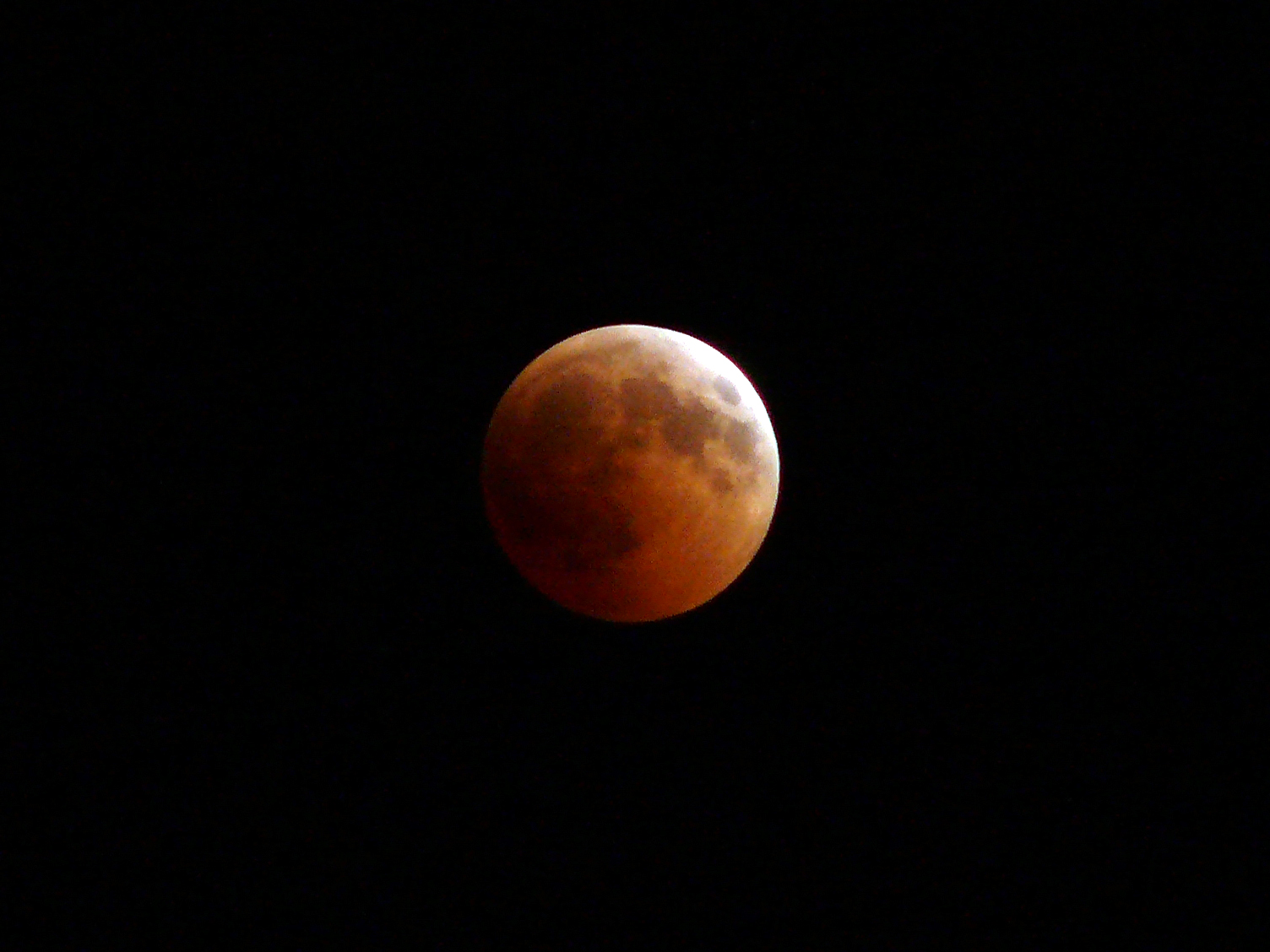
ليماسول، قبرص الساعة 19:27 بالتوقيت العالمي
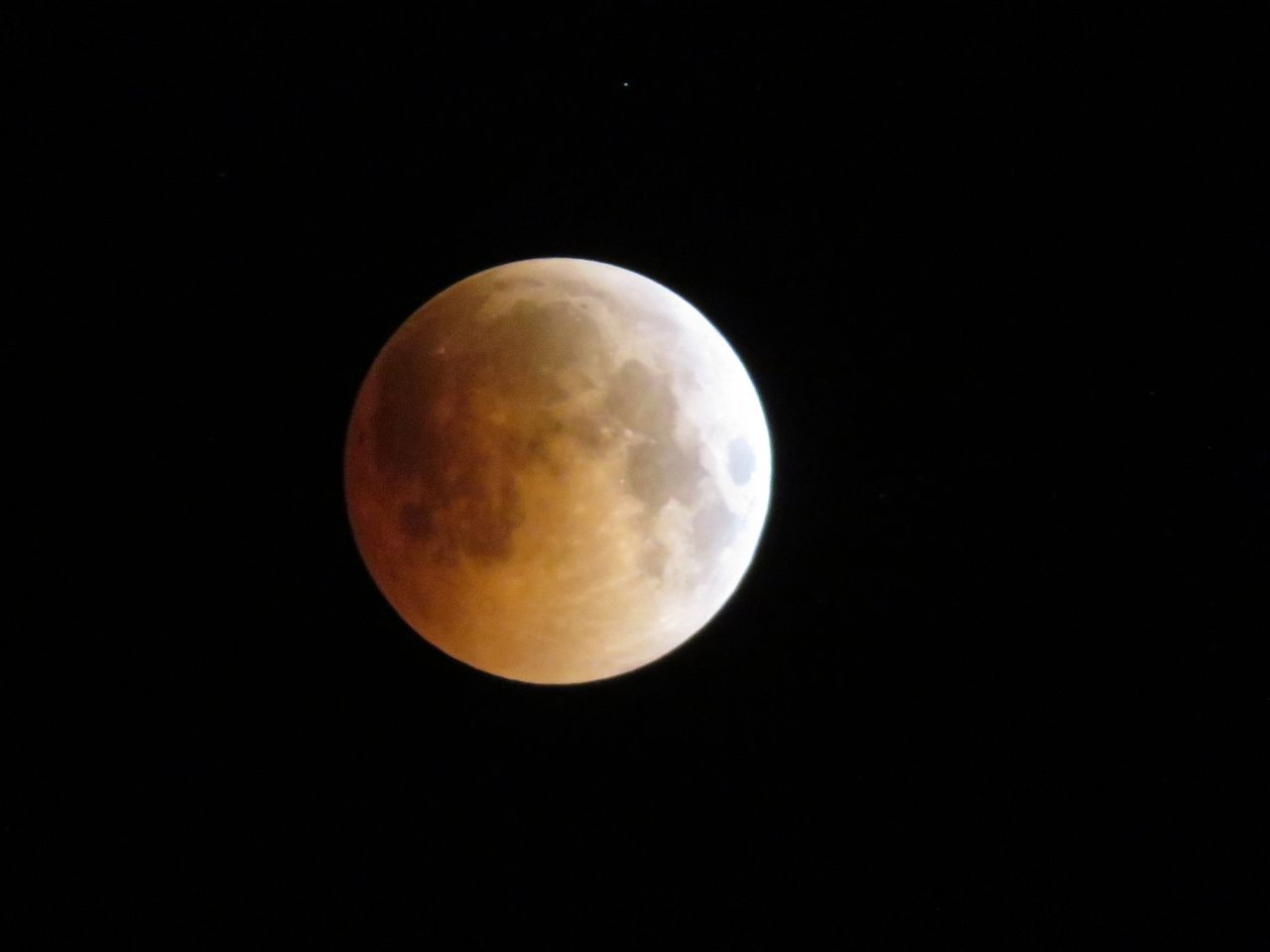
طشقند، أوزبكستان الساعة 19:32 بالتوقيت العالمي
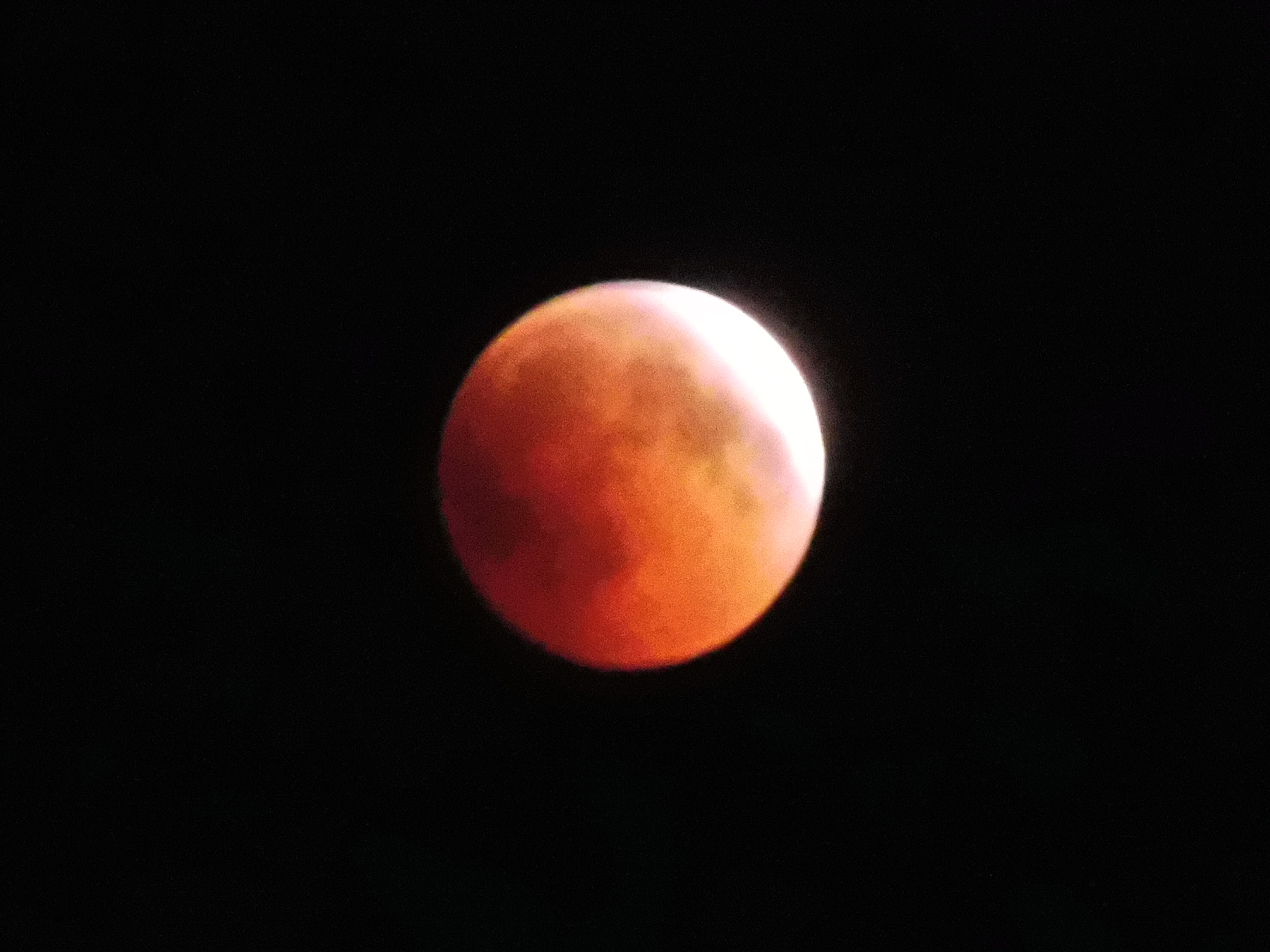
القدس، فلسطين الساعة 19:33 بالتوقيت العالمي المنسق
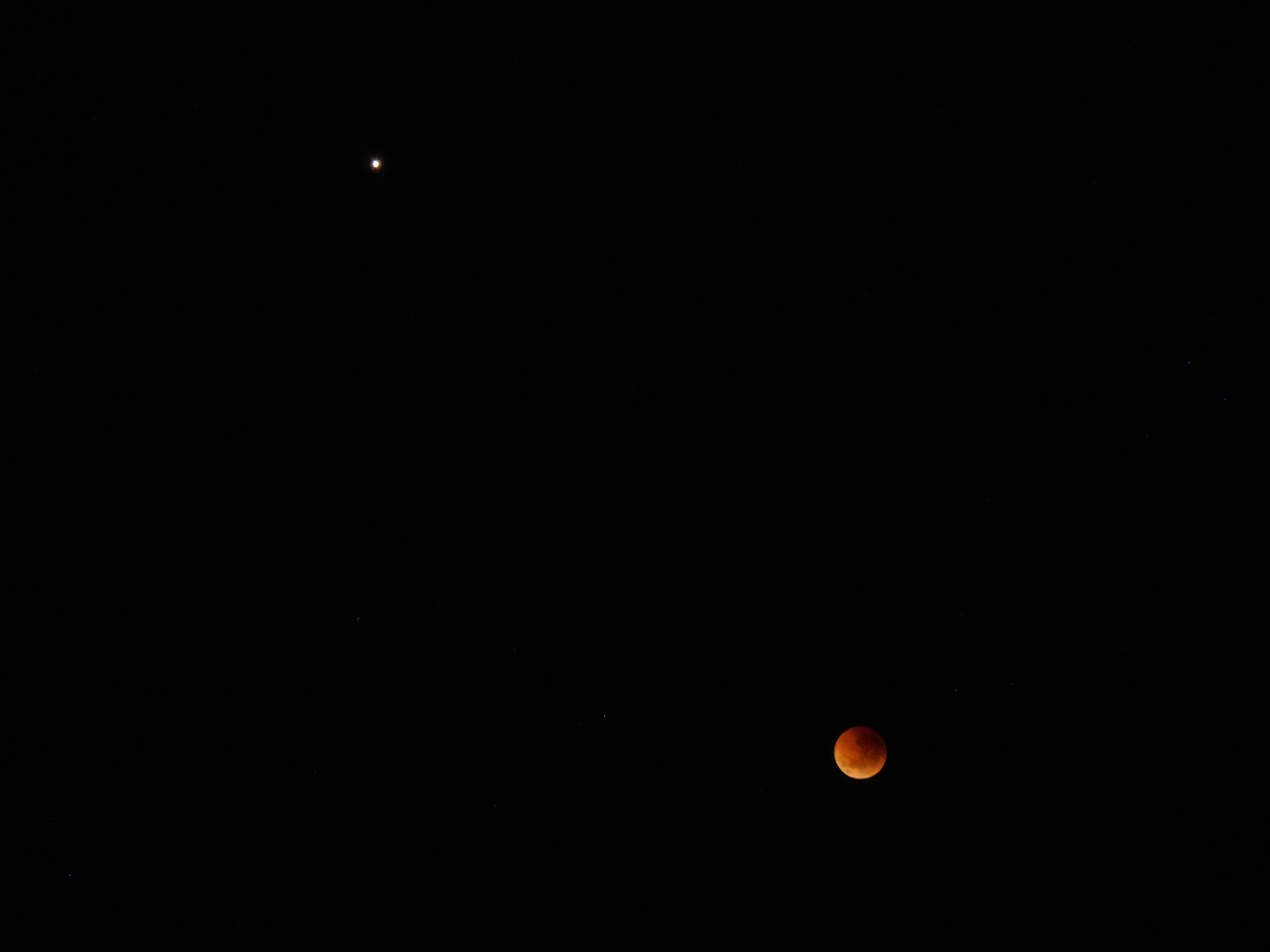
الخسوف والمريخ في تشيلسي في فيكتوريا، أستراليا في الساعة 19:48 بالتوقيت العالمي المنسق
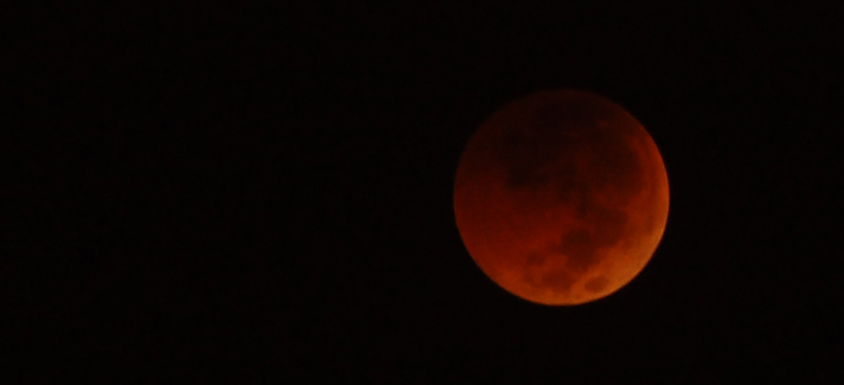
دافاو (مدينة)، مينداناوفي الفلبين الساعة 19:52 بالتوقيت العالمي المنسق
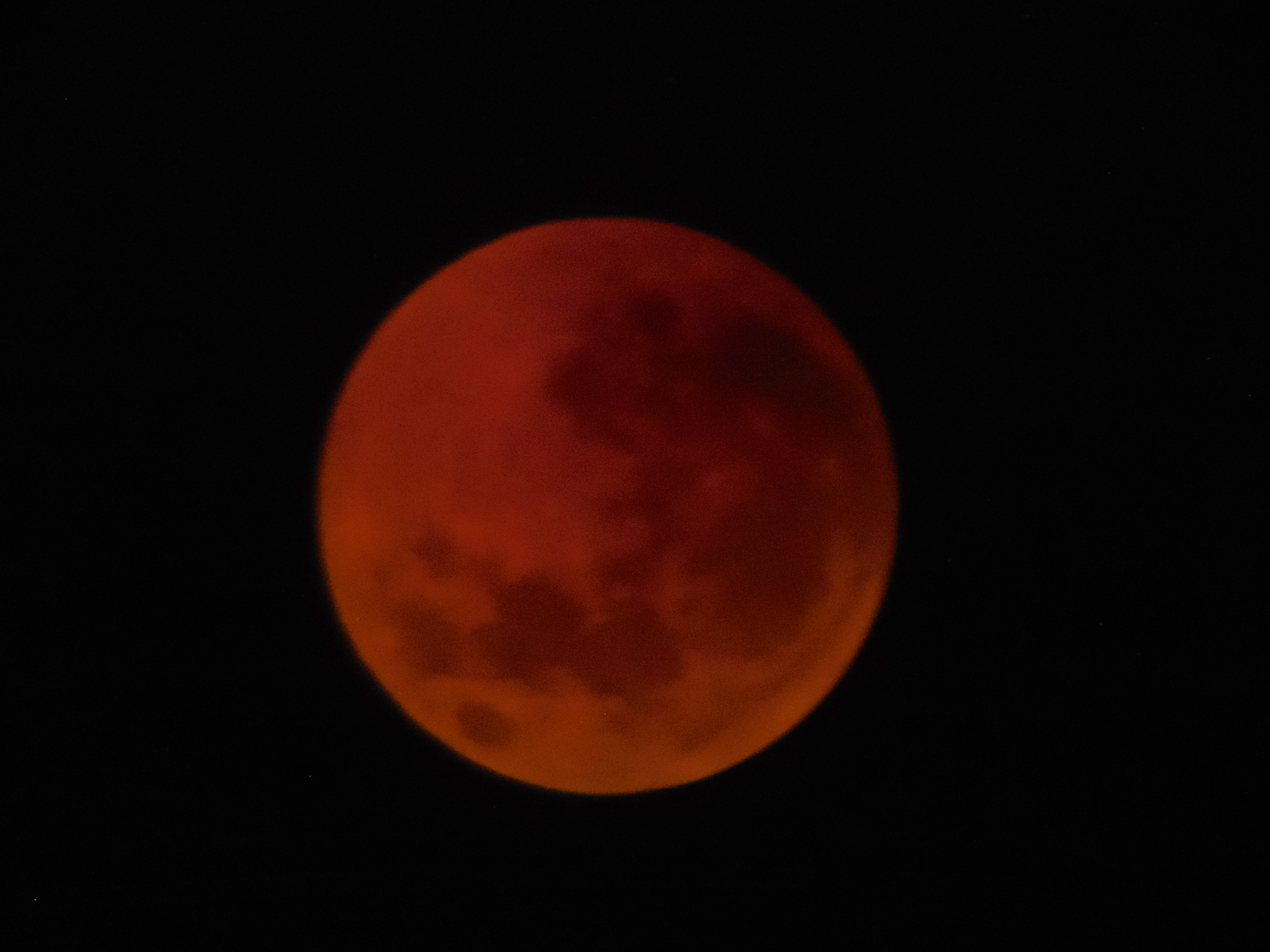
تشيلسي، فيكتوريا، أستراليا الساعة 20:07 بالتوقيت العالمي المنسق
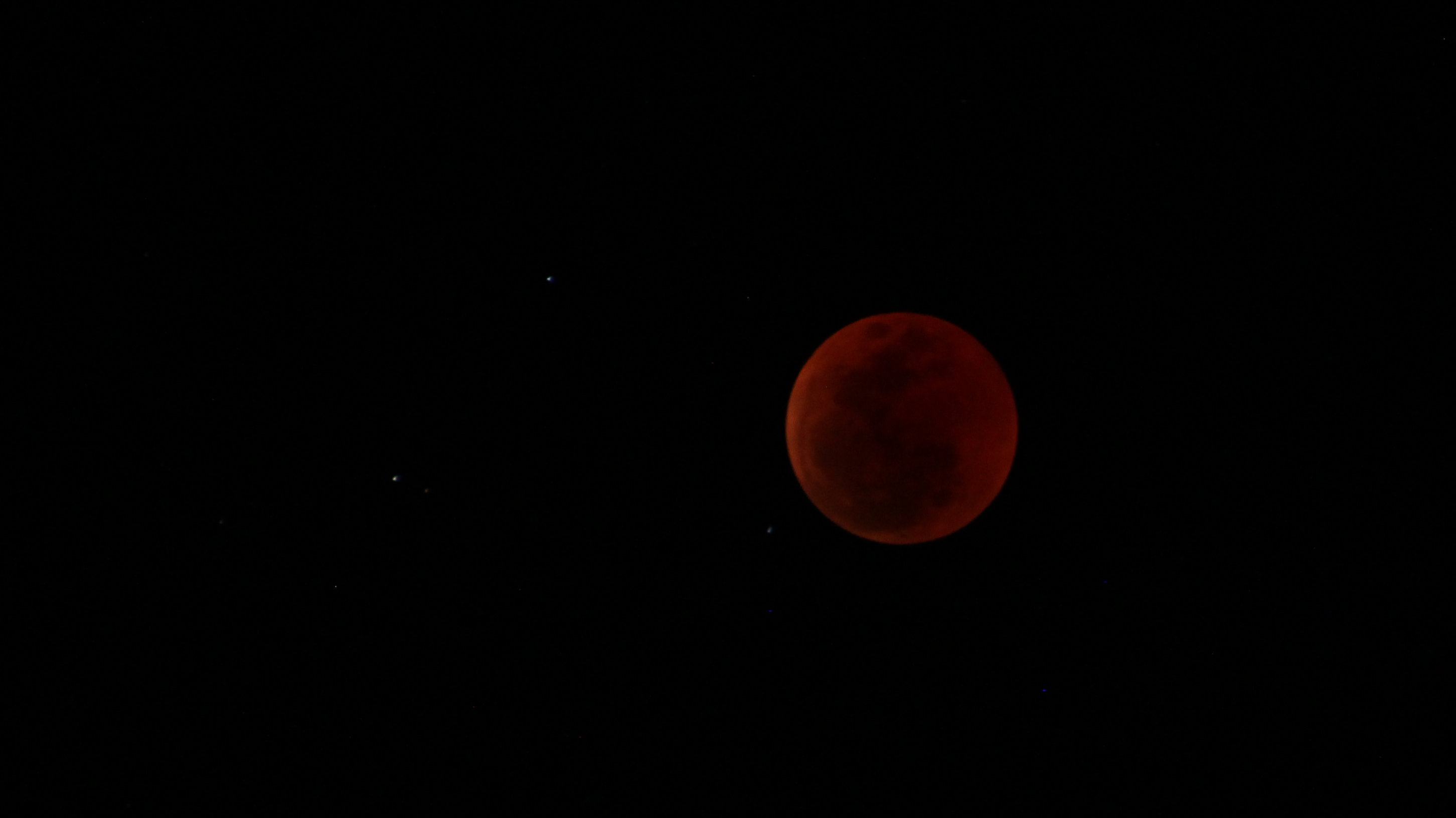
غابورون في بوتسوانا الساعة 20:11 بالتوقيت العالمي
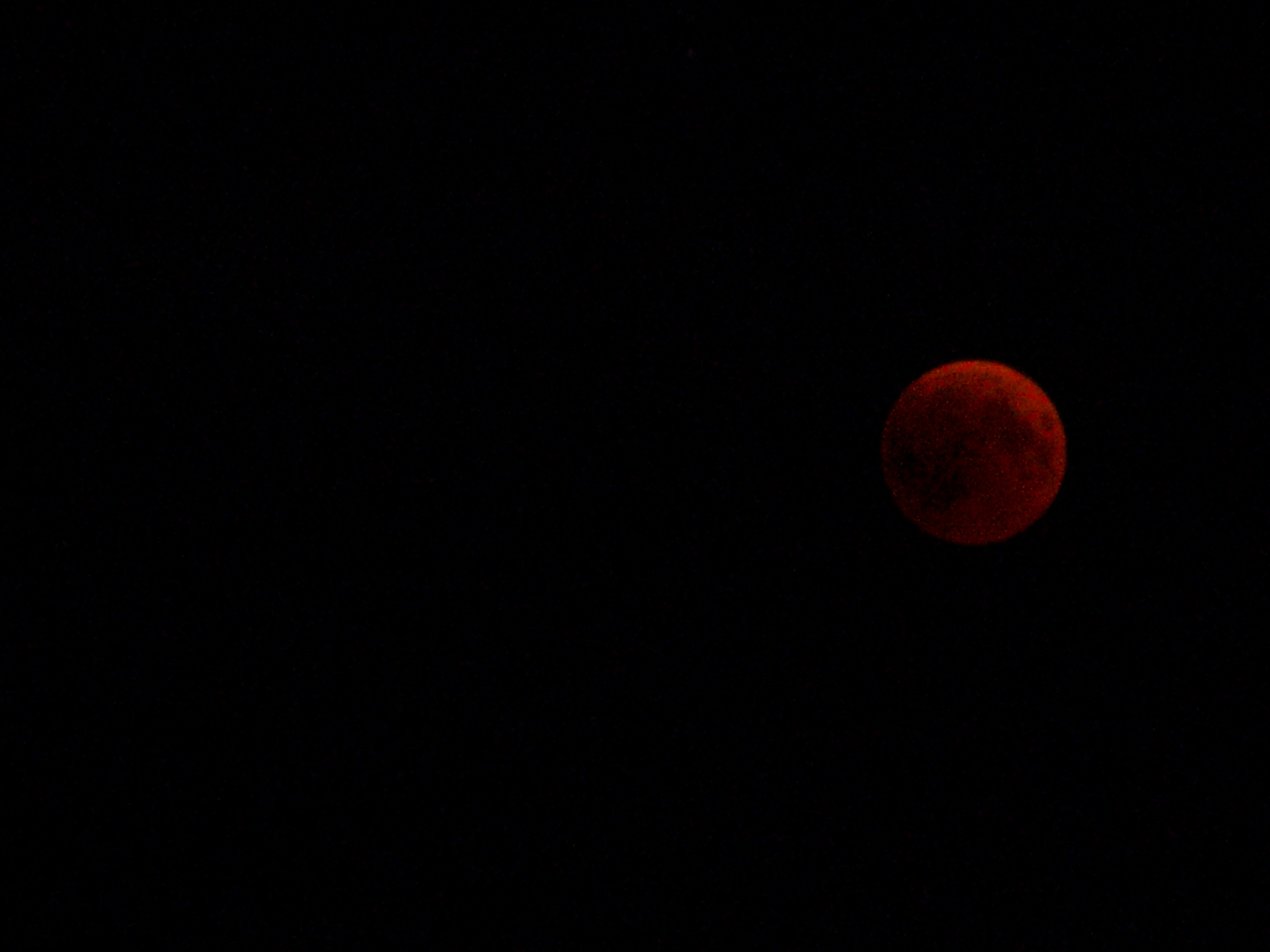
القمر الدموي كما يظهر في بيكزال جورني في بولندا الساعة 20:14 بالتوقيت العالمي المنسق
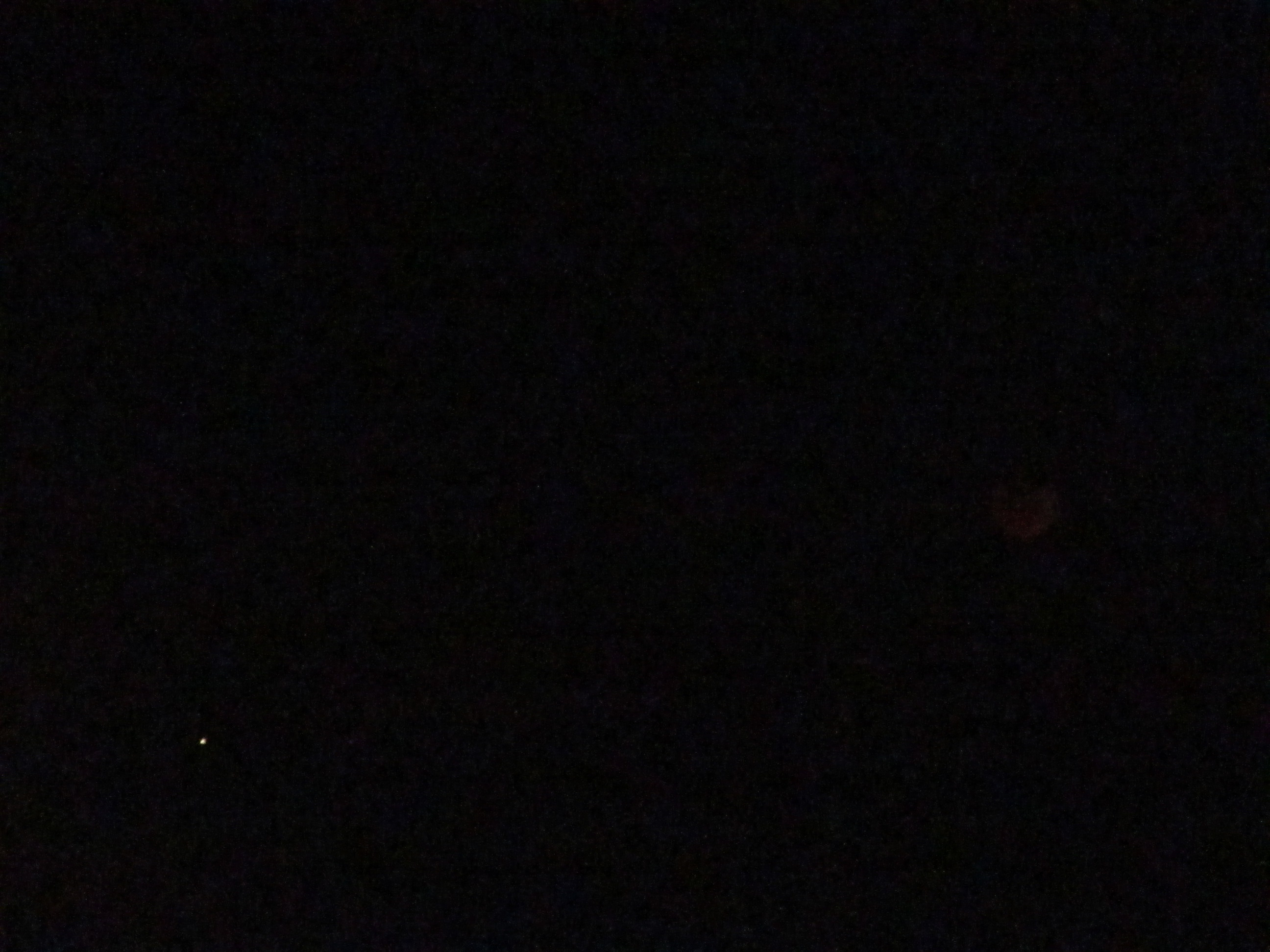
القمر الدموي كما يظهر في بينانق في ماليزيا الساعة 20:15 بالتوقيت العالمي المنسق
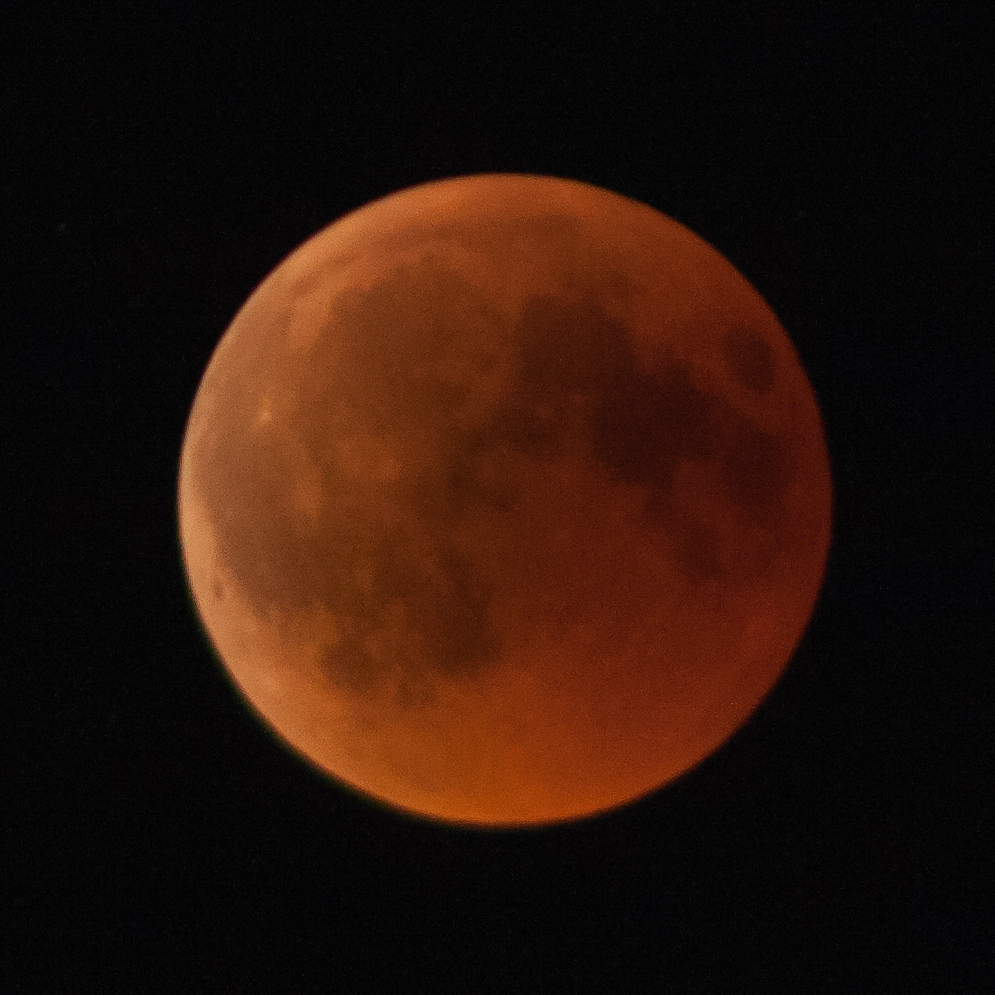
القمر الدموي كما يظهر في لونسي في ألمانيا الساعة 20:53 بالتوقيت العالمي المنسق
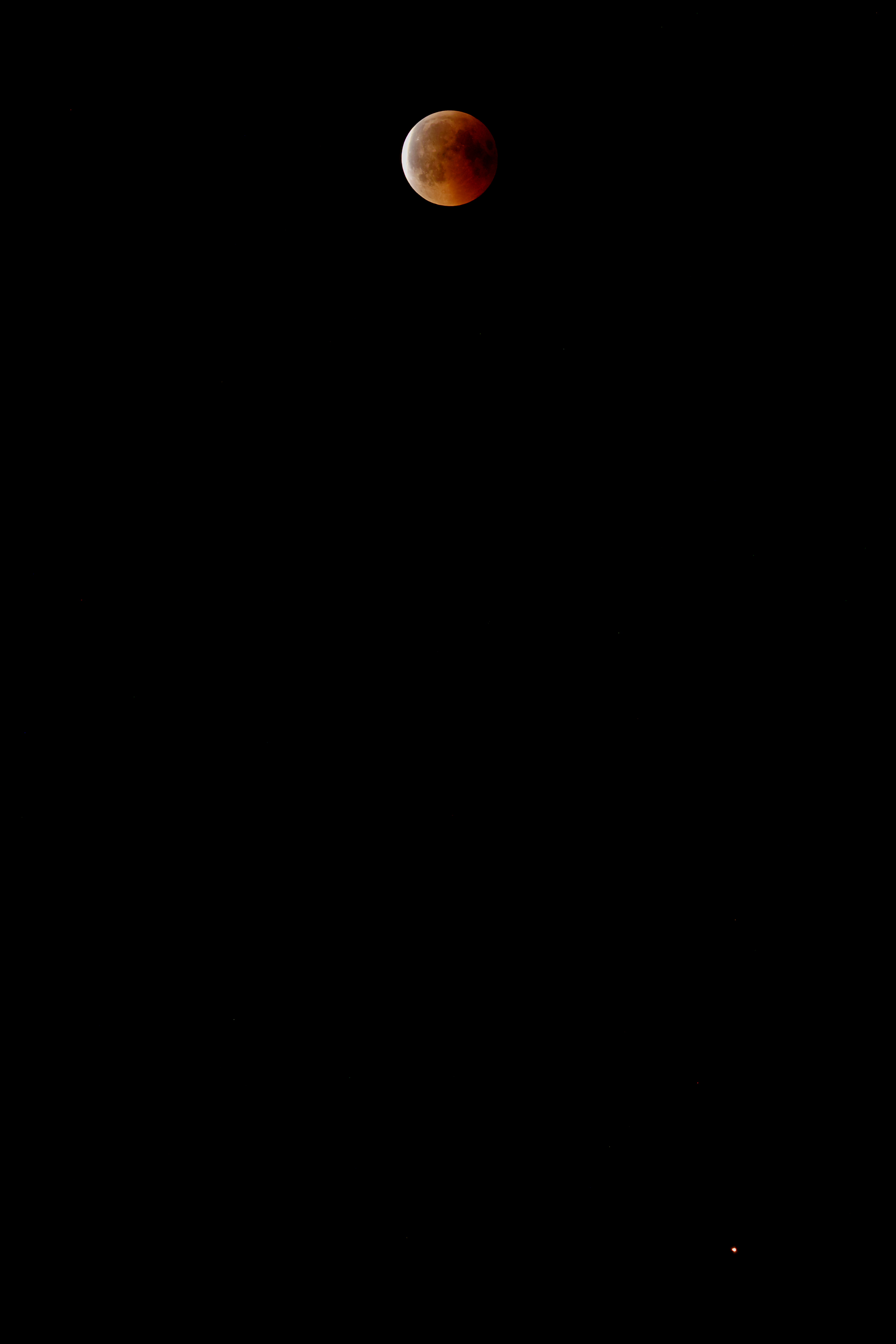
القمر بعد دقائق قليلة من مغادرته ظل الأرض مع المريخ بحوالي 6 درجات في برلين في ألمانيا الساعة 21:18 بالتوقيت العالمي المنسق
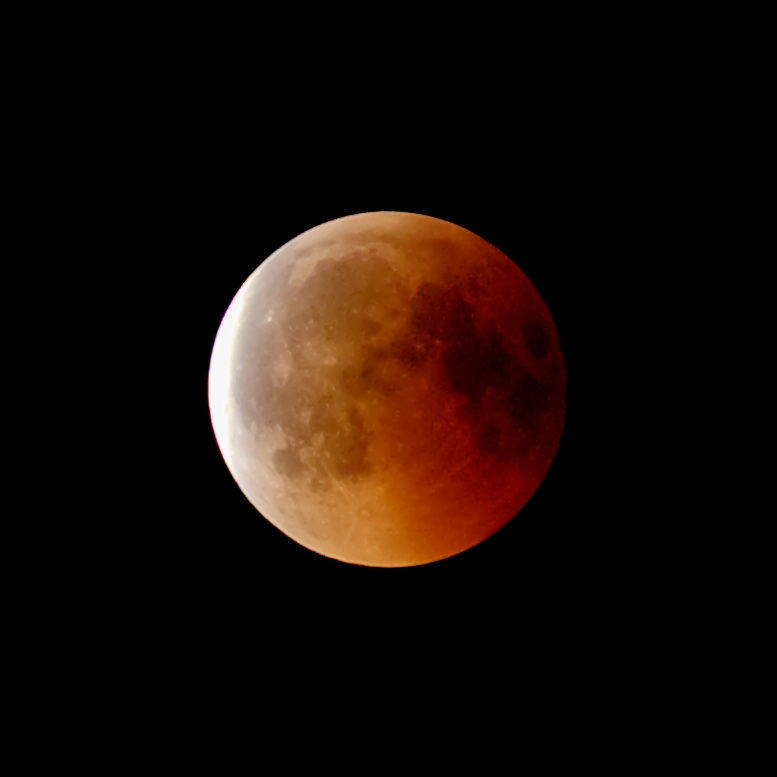
القمر بعد دقائق قليلة من مغادرته ظل الأرض في برلين، ألمانيا الساعة 21:18 بالتوقيت العالمي المنسق
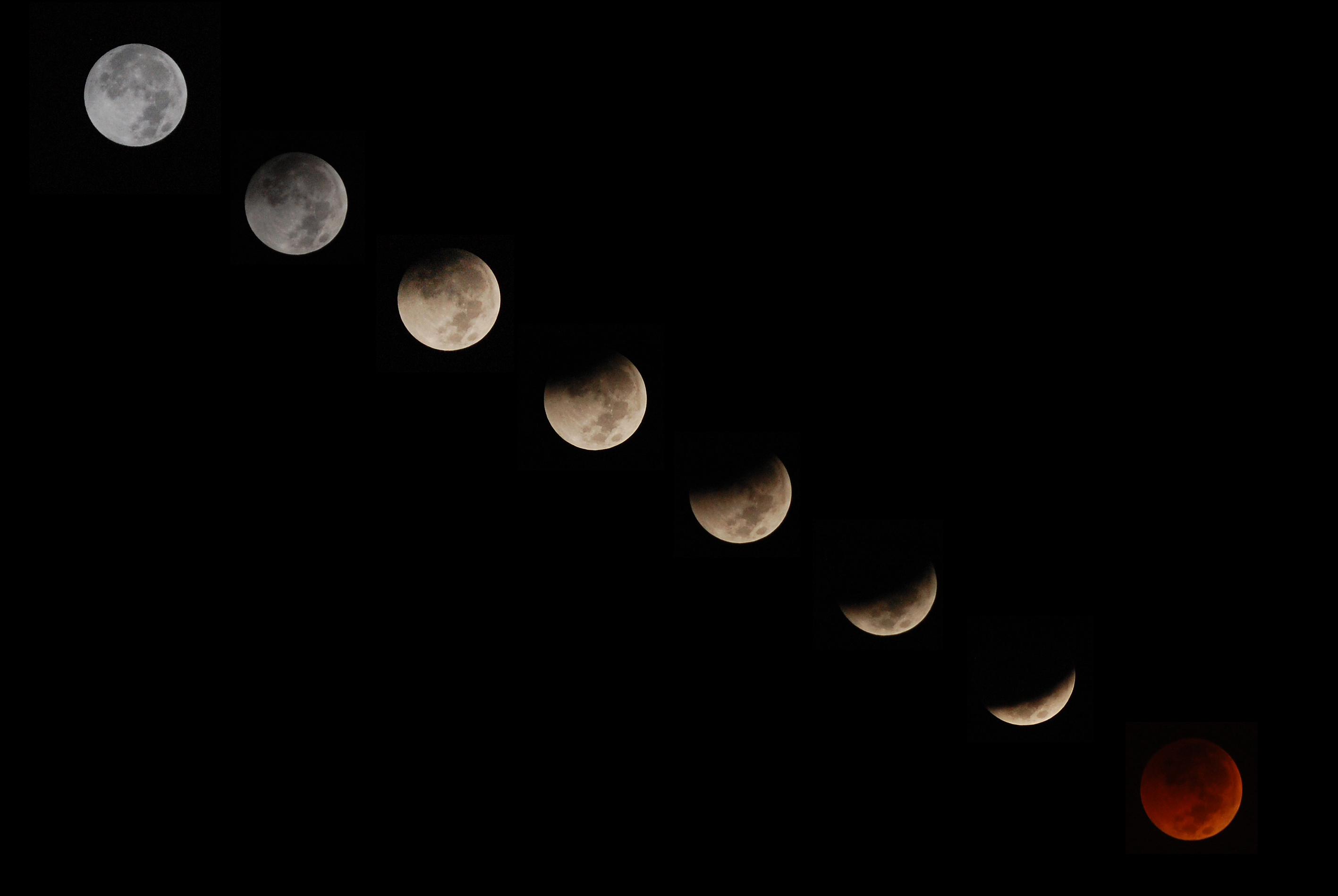
تسلسل خسوف القمر من مدينة دافاو، الفلبين

## انطر أيضًا
- قائمة خسوفات القمر في القرن 21

## وصلات خارجية
- Where to see the eclipse and public events (Go Stargazing) نسخة محفوظة 2 سبتمبر 2018 على موقع واي باك مشين.
- Hermit eclipse: 2018-07-27